# Elena Makarova (Erziehungswissenschaftlerin)
Elena Makarova (* 1971 in Kiew, UdSSR) ist eine Schweizer Erziehungswissenschaftlerin, Inhaberin der Professur für Bildungswissenschaften und Direktorin des Instituts für Bildungswissenschaften der Universität Basel.

## Beruflicher Werdegang
Sie studierte Sonderpädagogik und Logopädie an der Pädagogischen Universität in Kiew in der ehemaligen UdSSR. Nach der Migration in die Schweiz nahm sie an der Universität Bern ein Studium in Pädagogik, Slawischer sowie Russischer Philologie auf und wurde 2007 an der Philosophisch-humanwissenschaftlichen Fakultät der Universität Bern promoviert. Während dem Studium und der Promotion arbeitete sie an verschiedenen Schulen der Sekundarstufe 2 als Lehrerin für Russisch und Pädagogik. Zwischen 2003 und 2015 war sie Assistentin und Oberassistentin an der Abteilung Pädagogische Psychologie der Universität Bern und forschte als SNF-Gastwissenschaftlerin an der Victoria University of Wellington und an der University of Illinois at Chicago. Nach der Habilitation in Erziehungswissenschaft im Jahr 2014 war sie für zwei Jahre Professorin für Schulpädagogik mit besonderer Berücksichtigung sozialer, kultureller und sprachlicher Vielfalt an der Universität Wien. 2019 wurde sie an der Universität Basel als ordentliche Professorin für Bildungswissenschaften gewählt.

## Forschungsschwerpunkte
- Heterogenität und Inklusion im schulischen Umfeld
- Akkulturation und kulturelle Identität
- Adaptation von Jugendlichen mit Migrationshintergrund
- Gender im Sozialisations- und Bildungsprozess
- Berufsorientierung und Berufswahl
- Werte und Wertetransmission